# Драмы, или Кентавр
«Драмы, или Кентавр» — комедия древнегреческого драматурга Аристофана, поставленная до 422 года до н. э. (один из схолиастов сообщает, что это произошло до постановки «Ос»). Текст комедии практически полностью утрачен, сохранился только ряд коротких фрагментов, процитированных более поздними античными и средневековыми авторами (фрг. 144—155).
Известно, что в «Драмах» Аристофан высмеивал трагедии Еврипида. Одним из персонажей пьесы был Геракл, представленный как комический персонаж — обжора и выпивоха. Он изображён пирующим в «Алкесте», так что, возможно, именно с этим образом была связана звучавшая в «Драмах» литературная критика.